# Хазаи, Ласло
Ласло Хазаи (венг. Hazai László; род. 14 июня 1953, Будапешт) — венгерский шахматист, международный мастер (1977). Старший тренер ФИДЕ (2011).
Участник ряда чемпионатов Венгрии. Лучшие результаты: 1986 — 2 место, 1979 и 1980 — 3-4 место.
В составе национальной сборной участник следующих соревнований:
- 20-й командный чемпионат мира среди студентов (1974). Команда Венгрии выиграла бронзовые медали.
- 2 командных чемпионата Европы (1977 и 1980). Оба раза команда Венгрии завоёвывала серебряные медали.

В составе команды «Гонвед» (г. Будапешт) участник 2-х Кубков европейских клубов (1984 и 1988). В 1988 году завоевал командную серебряную медаль.
По состоянию на июнь 2021 года не входил в число активных венгерских шахматистов и занимал 63-ю позицию в национальном рейтинг-листе.

## Изменения рейтинга
| Графики недоступны из-за технических проблем. См. информацию на Фабрикаторе и на mediawiki.org. |